# Герб на Сенегал
Гербът на Сенегал е одобрен през 60-те години на 20 век. На него е изписано Un Peuple Un But Une Foi--One People, One Goal, One Faith на френски език. Гербът съчетава панфариканските цветове и зелената зявезда от националното знаме на Сенегал.